# Lago Spooner
El lago Spooner es un embalse artificial ubicado justo al norte de la intersección de la autopista 50 y la autopista 28, que está cerca de Spooner Summit, un paso en la Cordillera Carson en Sierra Nevada que lleva a Carson City, Nevada desde el lago Tahoe.
Está ubicado en el parque estatal Lago Tahoe-Nevada.

## Historia
Hay referencias históricas a un "ME Spooner" y "Spooner & Co.'s House" en el área, pero la primera referencia homónima documentada fue "una franja de tierra productiva que se extiende desde el lago por una distancia de 2 millas, donde se le llama Spooner's Meadow".
Una presa construida en 1927 para almacenar agua de riego convirtió la parte este de Spooner Meadow en un pequeño lago. Desde la década de 1930, el lago Spooner también se ha utilizado para la pesca recreativa.

## Cuenca hidrográfica y características geográficas
La cuenca del lago Spooner tiene aproximadamente 1 milla cuadrada (2,6 km²), pero los caudales máximos del lago están limitados por la presa Spooner. La presa fue reconstruida en 1982 debido a fugas de agua.
El lago Spooner está a 6972 pies (2125,1 m) sobre el nivel del mar. Es alimentado por numerosas filtraciones y deshielo y su salida debajo de la presa Spooner es hacia North Canyon Creek en Spooner Meadow. North Canyon Creek luego se dirige hacia el oeste y luego hacia el noroeste a lo largo de la autopista 28 antes de girar hacia el suroeste y fluir por Slaughterhouse Canyon hasta Glenbook y el lago Tahoe. El arroyo fluye a través del bosque nacional Toiyabe en su viaje hacia el lago Tahoe. El embalse cubre aproximadamente 100 acres de superficie y tiene una profundidad máxima de 22 pies (6,7 m).

## Recreación
En 1973, el Departamento de Vida Silvestre de Nevada comenzó a sembrar truchas en el lago Spooner. Las especies de truchas incluyen la trucha degollada nativa de Lahontan (Oncorhynchus clarkii henshawi ), así como múltiples especies no nativas e híbridos que incluyen la trucha arcoíris (Oncorhynchus mykiss ), la trucha marrón (Salmo trutta), la trucha de arco iris (arcoíris x degollada), la trucha de arroyo (Salvenlinus fontinalis) y la trucha tigre (marrón x arroyo). 
Sin embargo, la poca profundidad del lago ha dificultado la hibernación de las truchas y el Lahontan tui chub (Gila bicolor) ha llegado a dominar las especies de peces del lago. Las regulaciones cambiaron de general (permitiendo la captura) a captura cero en 1982 y luego a un límite de 5 peces en 2006.
El lago Spooner también es el comienzo de una ruta de senderismo de 5 millas hasta el lago Marlette a través de North Canyon y el Tahoe Rim Trail.